# Раух Єгор Іванович
Єгор (Георгій) Іванович Раух (ім'я при народженні — Георг Адольф Дітріх фон Раух, нім. Georg Adolph Dietrich von Rauch, 1789–1864) — доктор медицини та хірургії, лейб-медик, один із найкращих лікарів Санкт-Петербурга, дорадчий член Медичної Ради М. В. С., таємний радник, Почесний член Імператорської С.-Петербурзької Хірургічної Академії, Імператорської Академії Наук та Мінералогічного Товариства в Петербурзі.

## Біографія

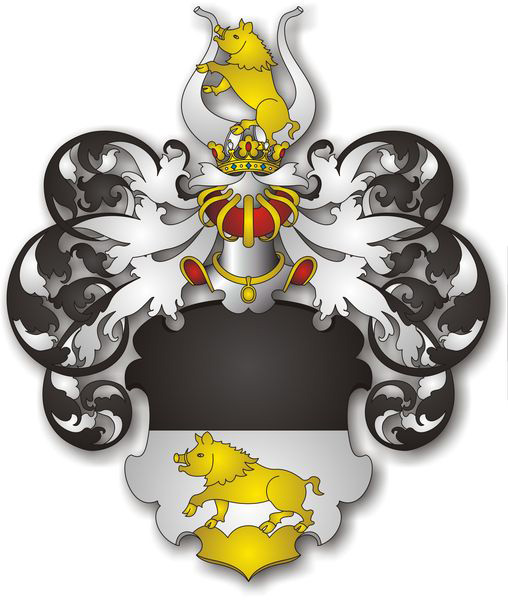
Герб жалований Є. І. Рауху

Єгор Іванович народився 14-го липня 1789 року в парафії св. Якобі, Естляндської губернії, де його батько був пастором. Початкову освіту здобув у Ревельській гімназії, а в 1806 році вступив для вивчення медицини в Дерптський університет. Захистивши дисертацію: «Initiis morborum» (16-го липня 1811 року), Раух здобув ступінь доктора медицини і хірургії і відправився в Петербург, де зайнявся практикою.
У 1812 році він вступив ординатором до Обухівської лікарні і був призначений лікарем до Фінляндського єгерського полку. Проте його приватна практика дедалі більше збільшувалася, і тому ще 1814 року він відмовився від служби полку, а 1828 року залишив і Обухівську лікарню. У 1816 році принцеса Антуанетта Вюртемберзька рекомендує Рауха доктору Я. В. Вілліє:
…я уже писала об этом графу Толстому, но не рассчитываю на его содействие. Если Вы позволите, господин Раух представит все необходимые документы, подтверждающие мою к нему благосклонность; положительный отзыв Штейнеля, приложенный к этому письму также подтверждает её. Это человек знающий и с прекрасным характером.
Там же додається рекомендаційний лист графа Штейнеля, в якому він рекомендує принцесі Антуанетті доктора Рауха, який служив у єгерському полку, сформованому у Виборзі, в чині колезького асесора.
Масон, у 1817—1819 роках член петербурзької ложі «Петра до істини».
У 1828 році досліджував мінеральні джерела Стародавньої Руси, де в 1834 за його безпосередньої участі було відкрито «Заклад мінеральних вод у Стародавній Русі», що відноситься до військового відомства.
У числі лейб-медиків Крейтона В. П. (1791—1864), Арендта Н. Ф. (1785—1859) з 4 по 15 березня 1829 року лікував імператора Миколу I. У 1829 році, коли міцно встановилася його репутація, як одного з найкращих лікарів столиці, Є. В. І. Раух був запрошений до хворої Імператриці Олександри Федорівни і призначений її лейб-медиком. У 1833 році він супроводжував її у подорожі за кордон. На посаді лейб-медика Е. І. Раух пробув 16 років.
Під час хвороби Н. О. Пушкіної в 1835 був запрошений на консиліум, а потім лікував її (про те, що вона була задоволена його лікуванням, див. лист Н. О. Пушкіної до О. С. Павлищевої).

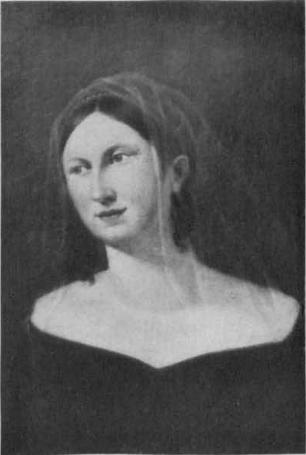
Портрет Юстини Раух, ур. Різенкампф, дружини Є. І. Рауха

З 1831 року він брав дуже діяльну участь у заняттях Медичної Ради, як її дорадчий член. У 1837 році Є. І. Раух був запрошений до членів Комітету, який спостерігав за придворною аптекою, а наступного року, за відсутністю лейб-медика Рюля, він виконував обов'язки інспектора з медичної частини над закладами, що перебували під заступництвом Імператриці Марії Федорівни.
Є. І. Раух стояв біля джерел створення і був активним членом «Німецького лікарського товариства в С.-Петербурзі» (нім. Der deutsche arztliche Verein zu St. Petersburg). Першим директором товариства з 21 січня 1819 р. до 1842 р. був відомий хірург професор І. Ф. Буш. У 1842 р., коли його здоров'я різко погіршилося, і він став погано бачити, то за його рекомендацією головою (директором) товариства було обрано доктора медицини та хірургії Є. І. Рауха. Секретарем товариства був обраний К. І. Зейдліц (1798—1885) . Саме цього року в товариство вступив М. І. Пирогов, який став найактивнішим його членом.
Лейб-медик Є. І. Раух був ініціатором створення за сприяння графині Ю. П. Строганової в 1837 першого в Росії дитячого притулку на 16 осіб при Демидівському закладі (наб. р. Мойки, 108, 1-й директор — І. Ф. Буш). Діти обох статей 3-10 років приймалися безкоштовно і у притулку перебували з ранку до 7-8 години вечора. Старші діти навчалися Закону Божого, читання та рахунку, співу та рукоділля.
12 квітня 1846 року Є. І. Раух, дійсний статський радник, наданий дипломом на спадкову дворянську гідність.
У 1857 році обраний членом Комісії, якій було доручено висловитися щодо щеплень чуми рогатої худоби, зроблених у 1853 та в 1856 роках у Новоросії. За дорученням Міністерства державного майна Є. І. Раух відвідав чумощеплювальні інститути в Херсонській губернії та представив докладну та детально розроблену доповідь з цього питання. Дерптський Ветеринарний Інститут відзначив праці Рауха, обравши його, коли він справляв 50-річний ювілей своєї діяльності, почесним членом Інституту. 17 грудня того ж року Раух був обраний почесним членом Імператорської С.-Петербурзької Медико-Хірургічної Академії.
Окрім медичної діяльності Є. І. Раух активно займався комерцією. У 1836 році разом із петербурзьким 1-ї гільдії купцем Карлом Самуїлом Нотбеком (Carl Samuel Nottbeck, 1779–1847) із Ревеля купив фабрику Фінлейсона (англ. Fynlayson) у Таммерфорсі. З 1835 по 1860 рік кількість робітників збільшилася з 60 до 1578 чоловік, а виручка сягнула 450 тисяч рублів сріблом. Родина Раухів була співвласниками фабрики до її націоналізації в 1945 р. Є. І. Раух також володів декількома іншими підприємствами у Фінляндії.

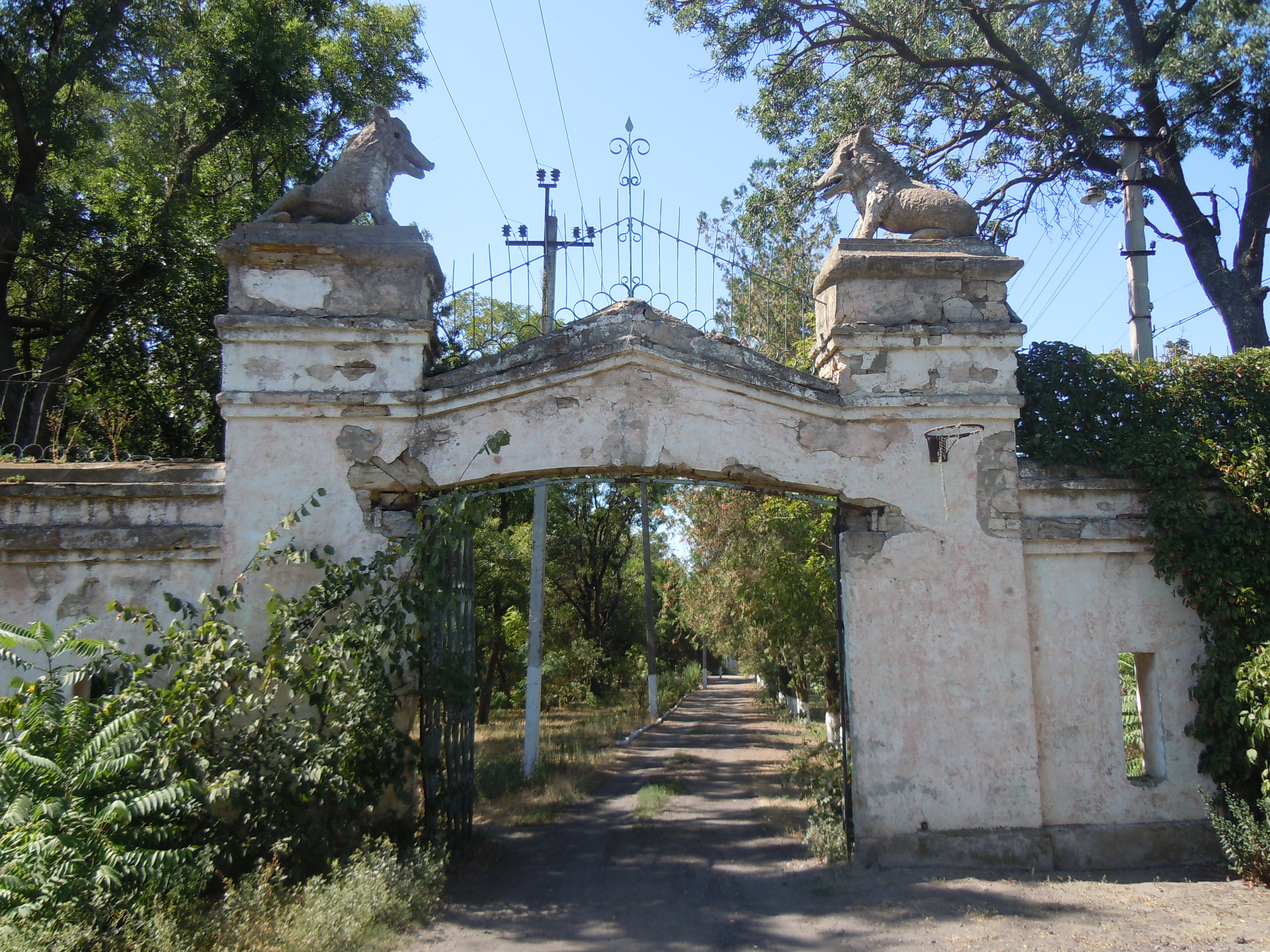
Брама маєтку Рауха в Заводівці

У 1851 році Раух придбав маєток в селі Заводівка Херсонської губернії, керуючим якого був племінник дружини Юстус Йоган Конрад Рієзенкампф. Згодом власником маєток став онук Є. І. Рауха генерал Г. О. Раух.
Помер 30 квітня 1864 року в С.-Петербурзі, похований на Смоленському лютеранському цвинтарі.
Після смерті Рауха в 1864 р. академік Карл Максимович Бер доповідав Фізико-математичному відділенню Академії наук про те, що доктор Єгор Іванович Раух "заповідав Бібліотеці Академії колекцію малюнків із зображенням природно-історичних предметів. Частково вони належать знаменитій Сибіллі Меріан».

## Праці Є. І. Рауха
- "De initiis morborum, cum appendice sistente duas morborum chirurgicorum historias", Dorpat, 1811
- «Ueber die Krankheiten des Gehörganges und des Trommelfells» — «Petersb. vermischte Abhandl. aus dem Gebiete der Heilkunde», 1821, I, 71-98
- «Beobachtung einer Krankheit des rechten Eierstockes oder der Tuba Fallopii» — там же, II, 95-102
- «Beobachtung einer Durchlöcherung des Magens am Pylorus» — там же, стор. 143—175 (1823 р.)
- «Verlauf einer Scharlachkrankheit ohne bemerkbares Exanthem» — там же, III, 156—164 (1825 р.)

## Сім'я[21]
- батько Йоганн Карл[et] (Карл Конрад до прийняття сану) (1751—1803), народився в Еккардтсхаузене, Тюрингія, пастор приходу Св. Якоба в Естляндії (нині Віру-Яагупі, Естонія), орендатор.
- мати Доротея уродж. Бергольц (1765—1789).
- дружина Юстина уродж. фон Різенкампф (1794—1860), дочка Юстуса Йоганнеса фон Різенкампфа.
- дочка Юстина Леопольдина (1813—1861), дружина лейб-медика, дійсного статського радника Карла Карловича Задлера (1801—1877).
- син Карл Юстус (1814—1888), засновник та власник фірми «Карл Раух», дворянин (із 1846 г.), купець 1-ї гільдії.
  - онук Альфред (1853—1919), гвардії полковник у відставці, кавалер ордена Почесного легіону (Франція).
    - правнук Альфред (1887-?), капітан олімпійської збірної Франції з хокею (1920, 1924, 1928).
- дочка Юстина Шарлотта (1816—1898), дружина доктора, дійсного статського радника Карла Карловича Зейдліца (1798—1885).
- син Адольф Георг (1819—1866), чиновник залізничного департаменту, дворянин (із 1846 р.).
- дочка Марія (1822—1897), дружина поміщика Георга Готтарда фон Дена.
- дочка Розалія Генрієтта (1823—1913), дружина генерал-лейтенанта Андрея Юхимовича фон Дена, брата Георга Готтарда.
- дочка Іда Доротея (1830—1912), дружина генерал-майора Фридриха Андрійовича фон Гессельберга.
- син Оттон Єгорович (1834—1890), генерал-лейтенант.
  - онук Георгій Оттонович (1858—1936), генерал від кавалерії.